# Communauté de communes de l'Agglomération de Saint-Girons
La communauté de communes de Saint-Girons est une ancienne communauté de communes française, située dans le département de l'Ariège et la région Occitanie. Créée en 2001, elle a fusionné au 1er janvier 2017 avec les intercommunalités du Bas Couserans, du Canton de Massat, du Canton d'Oust, du Castillonais, du Seronnais 117, de Val'Couserans et du Volvestre Ariégeois pour former la Communauté de communes Couserans - Pyrénées.

## Composition
À sa disparition, la communauté de communes regroupait 7 communes :
| Nom                   | Code Insee | Gentilé         | Superficie (km2) | Population (dernière pop. légale) | Densité (hab./km2) |
| --------------------- | ---------- | --------------- | ---------------- | --------------------------------- | ------------------ |
| Saint-Girons (siège)  | 09261      | Saint-Gironnais | 19,13            | 6 284 (2014)                      | 328                |
| Caumont               | 09086      | Caumontois      | 9,22             | 312 (2014)                        | 34                 |
| Eycheil               | 09119      | Eychailais      | 4,77             | 571 (2014)                        | 120                |
| Lorp-Sentaraille      | 09289      | Lorparaillais   | 6,15             | 1 380 (2014)                      | 224                |
| Montjoie-en-Couserans | 09209      | Montjoliens     | 29,63            | 1 072 (2014)                      | 36                 |
| Moulis                | 09214      | Moulisais       | 36,55            | 785 (2014)                        | 21                 |
| Saint-Lizier          | 09268      | Licérois        | 9,01             | 1 417 (2014)                      | 157                |

## Démographie
| 2011   | 2013   |
| ------ | ------ |
| 11 926 | 11 813 |

## Administration
| Période                                  | Période | Identité         | Étiquette | Qualité                                                                                     |
| ---------------------------------------- | ------- | ---------------- | --------- | ------------------------------------------------------------------------------------------- |
| 2001                                     | 2008    | Bernard Gondran  | UMP       | Maire de Saint-Girons (1995-2008), conseiller général du canton de Saint-Girons (1992-1998) |
| 2008                                     | 2017    | François Murillo | PS        | Maire de Saint-Girons (2008-2014)                                                           |
| Les données manquantes sont à compléter. |         |                  |           |                                                                                             |

## Sources
- portail des communes de l'Ariège
- le splaf
- la base aspic